# Hajo Exner
Hajo Exner (* 1967 in Görlitz) ist ein deutscher Politiker (AfD). Er ist seit 2024 Mitglied des Sächsischen Landtags.

## Leben
Exner schloss 1984 die polytechnische Oberschule ab. Von 1984 bis 1986 absolvierte er eine Ausbildung zum Maschinen- und Anlagenmonteur. Im Januar 1989 zog er vier Jahre nach Stellung eines Ausreiseantrags nach Hameln in Niedersachsen. Nach der deutschen Wiedervereinigung kehrte er 1993 nach Markersdorf in Sachsen zurück. Von 1993 bis 1995 absolvierte er an der Fachschule für Technik in Bautzen eine Weiterbildung zum staatlich geprüften Techniker. Von 1996 bis 1997 absolvierte er eine Fortbildung zum Technischen Betriebswirt. Er ist seit 2005 als selbstständiger Unternehmer im Bereich Naturstein tätig. Von 2019 bis 2024 leitete er das Löbauer Büro des AfD-Bundesparteivorsitzenden Tino Chrupalla.
Exner ist verheiratet und Vater zweier Kinder.

## Politik
Exner ist seit 2016 Mitglied der AfD. Seit 2021 ist er Kreisvorsitzender der AfD im Landkreis Görlitz. Zudem ist er seit 2019 Mitglied des Kreistags des Landkreises Görlitz, seit 2023 als Vorsitzender der dortigen AfD-Fraktion. 2021 kandidierte Exner erfolglos bei der Oberbürgermeisterwahl in Löbau. Seit 2024 ist er Mitglied des Gemeinderats von Markersdorf.
Bei der Landtagswahl in Sachsen 2024 wurde Exner über das Direktmandat im Wahlkreis Görlitz 4 in den Landtag gewählt.